# Gustaf Adolf Danell
Gustaf Adolf Danell, född 6 november 1908 i Skara, död 5 december 2000 i Vadstena, var en svensk präst och teolog. Han var domprost i Växjö stift från 1957 till 1973 och docent i Gamla Testamentets exegetik vid Uppsala universitet.  

## Biografi
Danell disputerade 1946 vid Uppsala universitet. Danell var på förslagsrum (dvs första till tredje plats) i biskopsval vid åtta tillfällen, men kom aldrig att utnämnas av regeringen.
Danells med åren allt tydligare konfessionellt-ortodoxa bibel- och bekännelsesyn gjorde honom till en över hela landet mycket uppmärksammad predikant och det uppstod redan under hans tid som studentpräst i Uppsala på 1940-talet en kyrklig väckelse kring honom till följd av detta. Väckelsen var mycket märkbar under hans tid i Växjö. I Växjö domkyrka införde han  två högmässor varje söndag för att ge församlingens medlemmar en valmöjlighet. Konfirmanderna som skulle delta i högmässan varje söndag ville också kunna spela fotboll som pågick på söndag eftermiddagar innan lördagen blev en ledig dag.
Han har också blivit känd genom sitt deltagande i kampen emot beslutet i kyrkomötet och riksdagen  om införande av kvinnliga präster i Svenska kyrkan, vilken 1958 tog form i Samarbetsrådet Kyrklig samling kring Bibeln och bekännelsen.
Från 1967 till 1992 var han redaktör för tidskriften Nya Väktaren. Tillsammans med David Hedegård tog Danell initiativ till bildandet av stiftelsen Biblicum den 8 oktober 1968. Han var ordförande för stiftelsen 1968–1973, men lämnade den därefter.

## Familj
Danell var son till Skarabiskopen Hjalmar Danell,  yngre bror till biskop Sven Danell, samt farbror till statsrådet Georg Danell. Han var även brorson till Gideon Danell och kusin till bland andra Brita Mannerheim och Birger Beckman.